# Team Jayco AlUla (feminino)
A Team Jayco AlUla (código UCI: JAY) é uma equipa ciclista feminina profissional australiana de categoria UCI Women's Team.

## História
A equipa surgiu paralelamente ao Orica GreenEDGE (equipa masculina) com a diferença que esta equipa recebeu o apoio especial da AIS: Australian Institute of Sport. Devido a isso ao princípio se chamou GreenEDGE-AIS -somente GreenEDGE para o masculino- até que na primeira semana de maio, concretamente desde o início do Giro d'Italia de 2012, entrou a Orica Limited como patrocinador se passando a chamar Orica-AIS (o feminino) e Orica GreenEDGE (o masculino). Também colaboram com a equipa uma dezena de patrocinadores secundários e colaboradores.
Ao igual que o masculino a equipa está integrada maioritariamente por ciclistas da Austrália, em sua maior parte rodadoras, com incorporações de ciclistas estrangeiras de grande nível para as carreiras montanhosas. Nesse aspecto destacaram as incorporações de Judith Arndt e Claudia Hausler (2012), Emma Johansson (2013-2015) e Annemiek Van Vleuten (2016). Outra característica é que costumam incorporar as veteranas australianas que destacam como amadoras mas não quiseram dar o salto a profissionais durante a sua juventude por motivos pessoais assim Katrin Garfoot estreiou com 32 anos (em 2014) e Lizzie Williams e Chloe McConville o fizeram com 31 e 27 anos, respectivamente (em 2015); ademais, também costumam incorporar à equipa a outras australianas que foram profissionais na América ou Europa mas abandonaram o ciclismo profissional temporariamente por diferentes motivos como os casos de Jessie McLean com 26 anos (em 2012) e Rachel Neylan com 32 anos (em 2015).
Sempre tem estado entre as 6 melhores equipas do mundo segundo o Ranking UCI e a Copa do Mundo -em grande parte graças às suas incorporações estrangeiras-. Inclusive em 2013 impuseram-se no Ranking UCI.

## Material ciclista
A equipa utiliza bicicletas Scott, componentes Shimano e equipamento desportivo Giordana Sports.

## Sede
A sua sede está em Adelaide (c/o Cycling Austrália, PO Box 646, 5085 Enfield Plaza).

## Classificações UCI
A União Ciclista Internacional elabora o Ranking UCI de classificação dos ciclistas e equipas profissionais. A classificação da equipa e do seu ciclista mais destacada são as seguintes:
| Ano  | Classificação por equipas | Melhor corredora na classificação individual | Posição |
| 2012 | 3.º                       | Judith Arndt                                 | 2.ª     |
| 2013 | 1.º                       | Emma Johansson                               | 1.ª     |
| 2014 | 4.º                       | Emma Johansson                               | 2.ª     |
| 2015 | 6.º                       | Emma Johansson                               | 4.ª     |
| 2016 | 7.º                       | Annemiek Van Vleuten                         | 13.ª    |
| 2017 | 3.º                       | Annemiek Van Vleuten                         | 1.ª     |

A União Ciclista Internacional também elabora o ranking da Copa do Mundo de Ciclismo feminina de classificação dos ciclistas e equipas profissionais nestas provas de um dia. Desde 2016 foi substituído pelo UCI WorldTour Feminino no que se incluíram algumas provas por etapas. A classificação da equipa e do seu ciclista mais destacada são as seguintes:
| Ano  | Classificação por equipas | Melhor corredora na classificação individual | Posição |
| 2012 | 2.º                       | Judith Arndt                                 | 2.ª     |
| 2013 | 2.º                       | Emma Johansson                               | 2.ª     |
| 2014 | 6.º                       | Emma Johansson                               | 2.ª     |
| 2015 | 6.º                       | Emma Johansson                               | 12.ª    |

## Palmarés
Para anos anteriores veja-se: Palmarés da Mitchelton Scott.

### Palmarés de 2020

#### UCI WorldTour de 2020
| Datas | Carreiras | Ganhadora |
|       |           |           |

#### UCI ProSeries de 2020
| Datas         | Carreiras                        | Ganhadora     |
| 17 de janeiro | 2.ª etapa do Santos Women's Tour | Amanda Spratt |

#### Calendário UCI Feminino de 2020
| Datas           | Carreiras             | Ganhadora            |
| 6 de fevereiro  | Herald Sun Tour       | Lucy Kennedy         |
| 29 de fevereiro | Omloop Het Nieuwsblad | Annemiek van Vleuten |

#### Campeonatos nacionais
| Datas         | Carreiras                          | Ganhadora     |
| 12 de janeiro | Campeonato da Austrália em Estrada | Amanda Spratt |

## Modelos
Para anos anteriores, veja-se Elencos da Mitchelton Scott

### Elenco de 2019
| Integrantes da equipe 2019 | Integrantes da equipe 2019 | Integrantes da equipe 2019                | Integrantes da equipe 2019 |
| Ciclista                   | Data de nascimento         | Equipe anterior                           |                            |
| -------------------------- | -------------------------- | ----------------------------------------- | -------------------------- |
| Jessica Allen              | 17 abril 1993              | High5 Dream Team (2016)                   |                            |
| Grace Brown                | 7 julho 1992               | Wiggle High5 (2018)                       |                            |
| Gracie Elvin               | 31 outubro 1988            | Faren-Honda (2012)                        |                            |
| Lucy Kennedy               | 11 julho 1988              | High5 Dream Team (2017)                   |                            |
| Alexandra Manly            | 28 fevereiro 1996          |                                           |                            |
| Sarah Roy                  | 27 fevereiro 1986          | Poitou-Charentes.Futuroscope.86 (2014)    |                            |
| Amanda Spratt              | 17 setembro 1987           |                                           |                            |
| Moniek Tenniglo            | 2 maio 1988                | FDJ-Nouvelle Aquitaine-Futuroscope (2018) |                            |
| Annemiek van Vleuten       | 8 outubro 1982             | Bigla (2015)                              |                            |
| Georgia Williams           | 25 agosto 1993             | BePink (2016)                             |                            |
|                            |                            |                                           |                            |
| Fonte: ProCyclingStats     |                            |                                           |                            |

## Ciclistas destacadas
| - Judith Arndt (2012) - Tiffany Cromwell (2012-2013) - Amy Cure (2013) - Annette Edmondson (2013-2014) - Gracie Elvin (2013-2016) - Katrin Garfoot (2015-2014) - Shara Gillow (2012-2014) - Claudia Hausler (2012) | - Melissa Hoskins (2012-2015) - Emma Johansson (2013-2015) - Rachel Neylan (2015-2016) - Valentina Scandolara (2014-2015) - Amanda Spratt (2012-2016) - Linda Villumsen (2012) - Annemiek van Vleuten (2016) - Lizzie Williams (2015-2016) |

- Nesta listagem encontram-se as ciclistas que tenham conseguido alguma vitória para a equipa.